# Обандо, Агустин
Хавье́р Агусти́н Оба́ндо (исп. Javier Agustín Obando; родился 11 марта 2000) — аргентинский футболист, атакующий полузащитник клуба «Бока Хуниорс», на правах аренды выступающий за «Банфилд».

## Клубная карьера
Уроженец Монте-Касероса, провинция Корриентес, Хавьер является воспитанником футбольной академии «Бока Хуниорс», за которую выступал с 2010 года. В основном составе «генуэзцев» дебютировал 6 апреля 2019 года в матче аргентинской Примеры против «Альдосиви». 10 апреля 2019 года дебютировал в Кубке Либетадорес, выйдя на замену в матче против боливийского клуба «Хорхе Вильстерманн».

## Карьера в сборной
В 2015 году в составе сборной Аргентины до 15 лет сыграл на чемпионате Южной Америке среди юношей до 15 лет, который прошёл в Колумбии. 27 ноября 2015 года забил гол в матче группового этапа против Эквадора. 6 декабря забил победный гол в матче за третье место против тех же эквадорцев.
В 2017 году в составе сборную Аргентины до 17 лет сыграл на чемпионате Южной Америки среди юношей до 17 лет, который прошёл в Чили. Провёл на турнире 4 матча и забил 1 гол в ворота Перу.

## Титулы и достижения
- Чемпион Аргентины (1): 2019/20
- Обладатель Кубка Аргентины (1): 2019/20
- Обладатель Кубка Профессиональной лиги Аргентины (1): 2020